# Gangnan
Gangnan är ett stadsdistrikt i Guigang i den autonoma regionen Guangxi i sydligaste Kina.